# La Bastide-Solages
La Bastide-Solages är en kommun i departementet Aveyron i regionen Occitanien i södra Frankrike. Kommunen ligger  i kantonen Saint-Sernin-sur-Rance som ligger i arrondissementet Millau. År 2022 hade La Bastide-Solages 110 invånare.

## Befolkningsutveckling
Antalet invånare i kommunen La Bastide-Solages
Referens: INSEE